# Kolbeinsey
Kolbeinsey är en ö i republiken Island. Den ligger i den norra delen av landet.

## Vulkanism
Kolbeinsey är den enda plats där den undervattensvulkaniska bergskedjan Kolbeinseyryggen bryter igenom havsytan.
Ön bildades av ett vulkanutbrott under vattnet, liknande det då Surtsey bildades. Kolbeinseys exakta ålder är inte säker. Ön bildades troligen i slutet av pleistocen eller tidig holocen. Ursprungligen var det en ganska stor ö med en sköldvulkan på kuddlava och palagonitlager. Resten består av basalt.